# Weerstandscoëfficiënt
De weerstandscoëfficiënt (Cw, Cd of Cx) is een dimensieloze natuurkundige grootheid die gebruikt wordt bij het berekenen van de weerstand die een voorwerp ondervindt in een stromend medium, bijvoorbeeld lucht of water.

## Beschrijving
De weerstandscoëfficiënt is onder andere afhankelijk van de vorm van een voorwerp en van de structuur van het oppervlak. Als vuistregel geldt dat een ronde vorm die het stromende medium goed gestroomlijnd afvoert een lage coëfficiënt heeft en dat bij hoekige vormen de coëfficiënt hoger is. De exacte hoogte van de weerstandscoëfficiënt kan niet beredeneerd worden maar moet voor ieder object worden gemeten, bijvoorbeeld in een windtunnel of in een stromingskanaal. Omdat ook de viscositeit van het medium dat rond het voorwerp stroomt een rol speelt in de weerstandscoëfficiënt, kunnen de waarden voor lucht niet zonder meer gebruikt worden voor het berekenen van de weerstand in water. Wanneer een voorwerp een geheel andere snelheid krijgt dan tijdens het bepalen van de weerstandscoëfficiënt, kan een geheel ander stromingspatroon rondom het voorwerp ontstaan, bijvoorbeeld turbulent in plaats van laminair. De eerder gevonden weerstandscoëfficiënt kan dan niet gebruikt worden voor het berekenen van de weerstand bij de nieuwe snelheid. Voor een voorwerp van een bepaalde vorm is de waarde van de weerstandscoëfficiënt bij gelijke waarde van het reynoldsgetal wel steeds gelijk. Dit maakt het mogelijk om metingen aan een schaalmodel om te rekenen naar de werkelijke schaal.
De weerstandscoëfficiënt heeft, net als het reynoldsgetal, geen eenheid, maar is dimensieloos.
In advertenties voor auto's wordt de weerstandscoëfficiënt vaak de "Cw-waarde" genoemd. In het Frans spreekt men van de Cx. In de ballistiek werkt men met een ballistische coëfficiënt BC. Deze werkt met de inverse van de weerstandscoëfficiënt: een grotere luchtweerstand geeft een grotere Cw maar een lagere BC.

## Opbouw van de weerstandscoëfficiënt
De weerstandscoëfficiënt CD bestaat uit:
{\displaystyle C_{D}=C_{D0}+C_{D\alpha ^{2}}\cdot \alpha ^{2}}
waarbij:
- CD0 = zero-lift drag coëfficiënt, zijnde de weerstandscoëfficiënt indien er geen liftkracht optreedt
- CDα2 = weerstandscoëfficiënt te wijten aan een schuintehoek ter grootte van {\displaystyle \alpha }

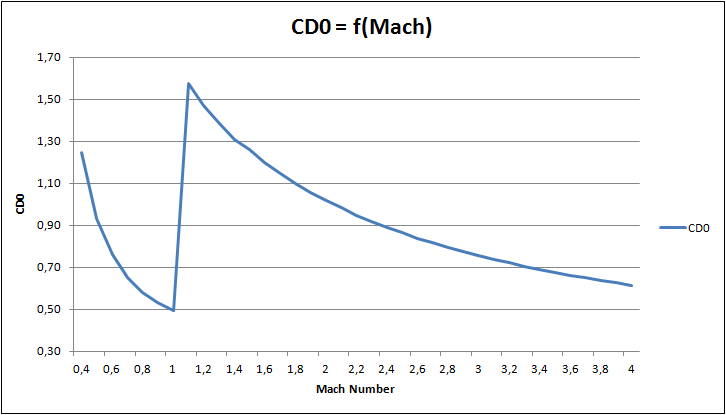
C_{D0}, zero-lift drag coefficient, is een functie van de snelheid (uitgedrukt in machgetal)

- {\displaystyle \alpha } = de schuintehoek (afwijking van de lengteas ten opzichte van de vliegrichting)

Bij een kleine schuintehoek kan gesteld worden dat de waarde van CDα2 α2 verwaarloosbaar is, waardoor:
{\displaystyle C_{D}=C_{D0}}
De zero-lift drag coëfficiënt is afhankelijk van de snelheid, uitgedrukt in mach. Bij subsonische snelheden daalt CD0. Het bereikt een minimum rond een snelheid van mach 1. In dit transsone gebied stijgt de coëfficiënt enorm, om bij supersonische snelheden weer te dalen.
Dit betekent niet dat de totale luchtweerstand daalt naarmate de snelheid groter wordt. Enkel de coëfficiënt CD0 daalt, maar de luchtweerstand (die kwadratisch afhankelijk is van de snelheid) zal toenemen bij een grotere snelheid.

## Toepassing in formule
Voor de kracht die de omringende stof op een voorwerp uitoefent ten gevolge van de onderlinge beweging, geldt:
{\displaystyle F={\frac {A\cdot C_{w}\cdot \rho \cdot v^{2}}{2}}}
waarbij:
- F = kracht die de wrijving op het voorwerp uitoefent tijdens de beweging [N]
- A = relevante oppervlakte [m²]
- Cw = weerstandscoëfficiënt [-]
- ρ = dichtheid van de stof waarin het voorwerp zich voortbeweegt [kg/m³]
- v = snelheid ten opzichte van de stof waarin het voorwerp zich voortbeweegt [m/s]

De relevante oppervlakte (A) is in veel gevallen het 'frontaal oppervlak', ofwel de geprojecteerde oppervlakte van het voorwerp loodrecht op de bewegingsrichting. Bij onder andere vleugelprofielen, vliegtuigen en omwentelingslichamen worden echter andere maten gebruikt.
Wanneer de stroming rond het voorwerp door de beweging turbulent is, is Cw in het algemeen constant.

## Voorbeelden

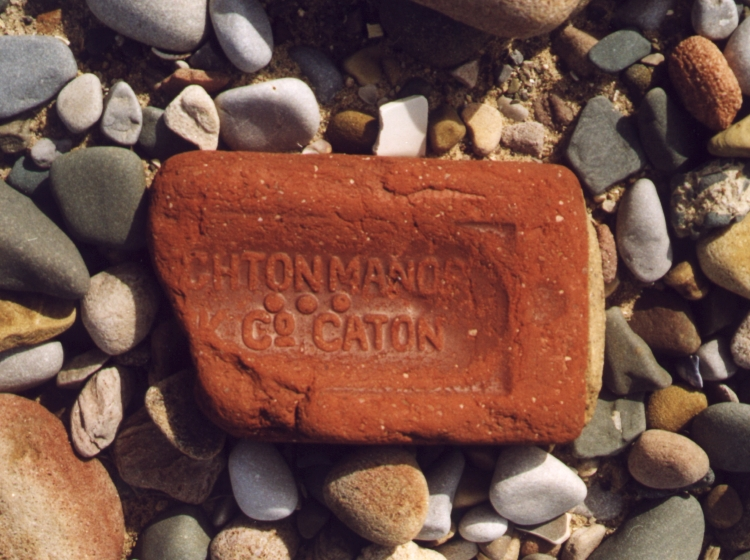
2,1 - een baksteen
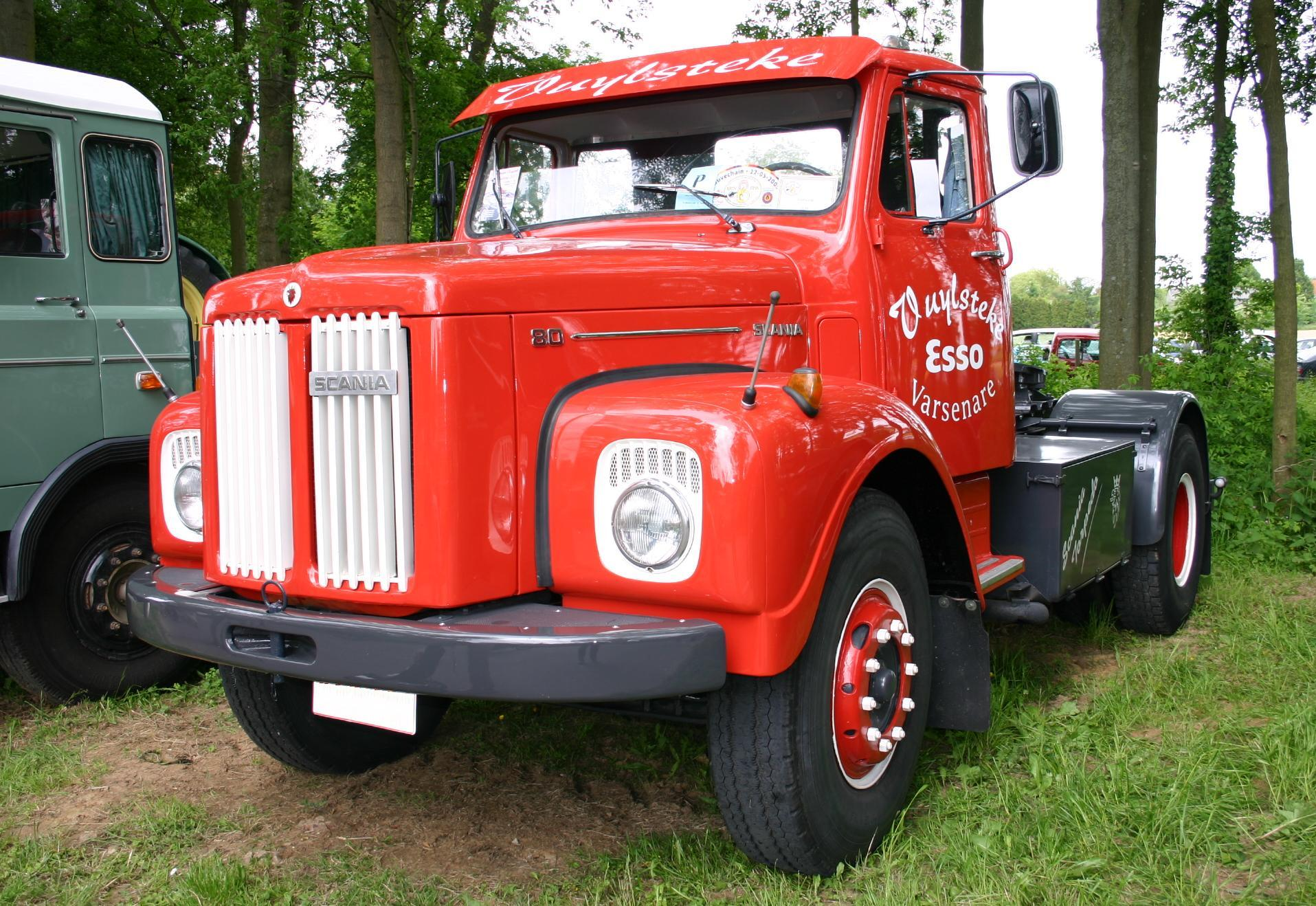
>0,6 - vrachtauto
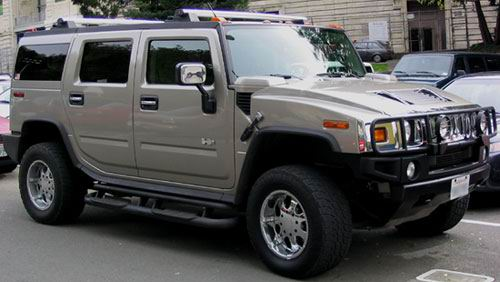
0,57 - Hummer H2, 2003
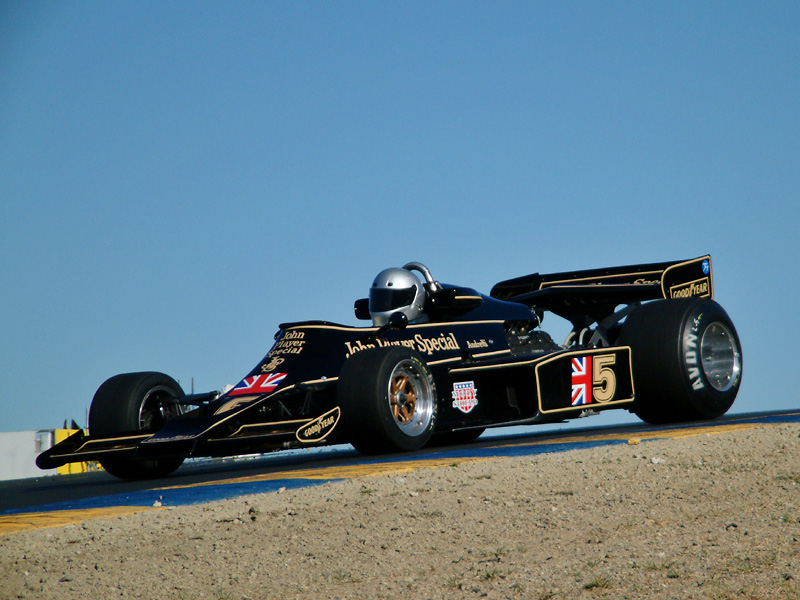
0,7 - 1,1 - Formule 1 auto
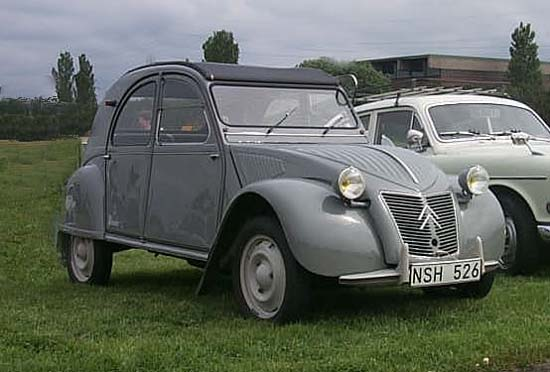
0,51 - Citroën 2CV
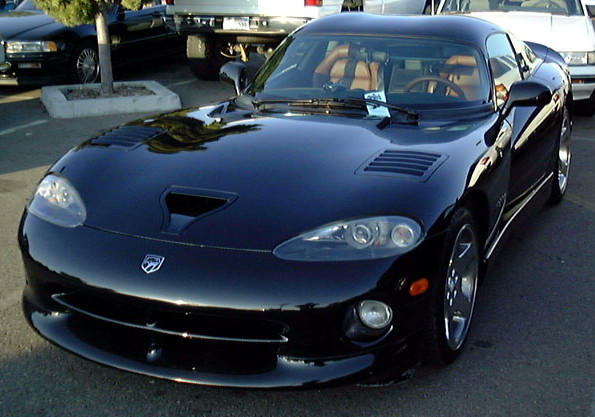
ruim 0,5 - Dodge Viper
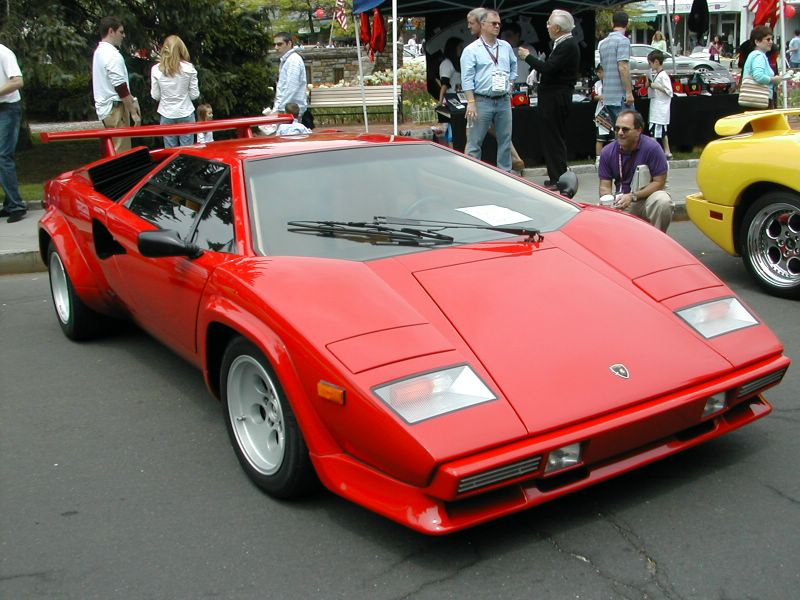
0,42 - Lamborghini Countach, 1974
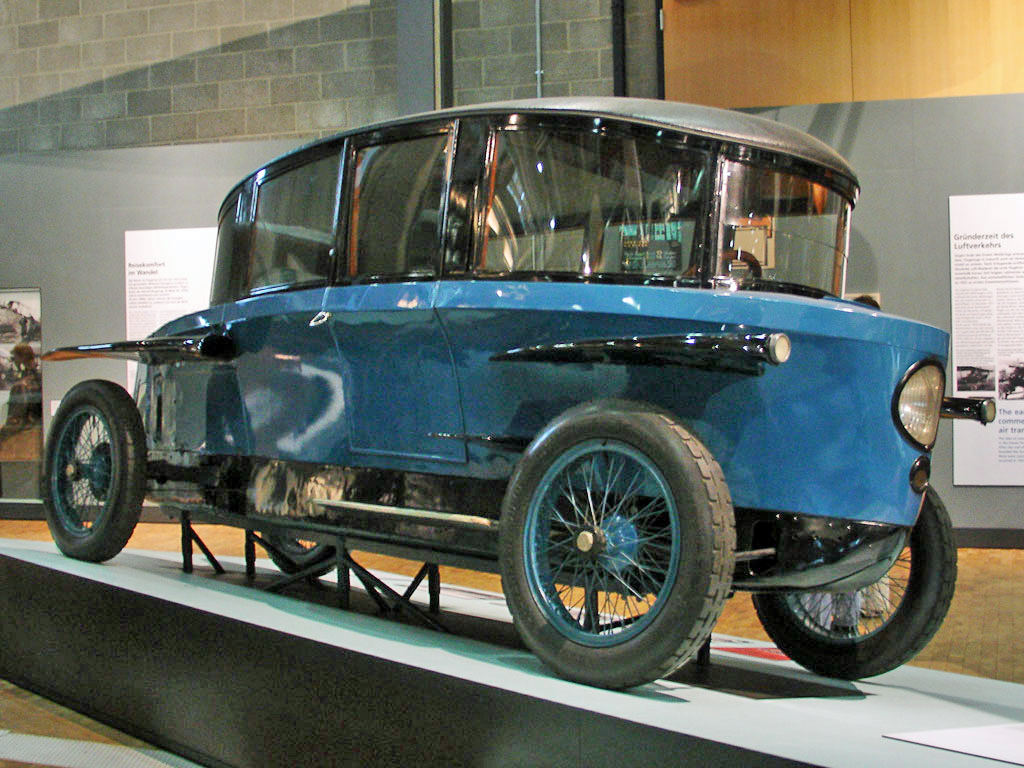
0,28 - Rumpler-Tropfenwagen, 1921
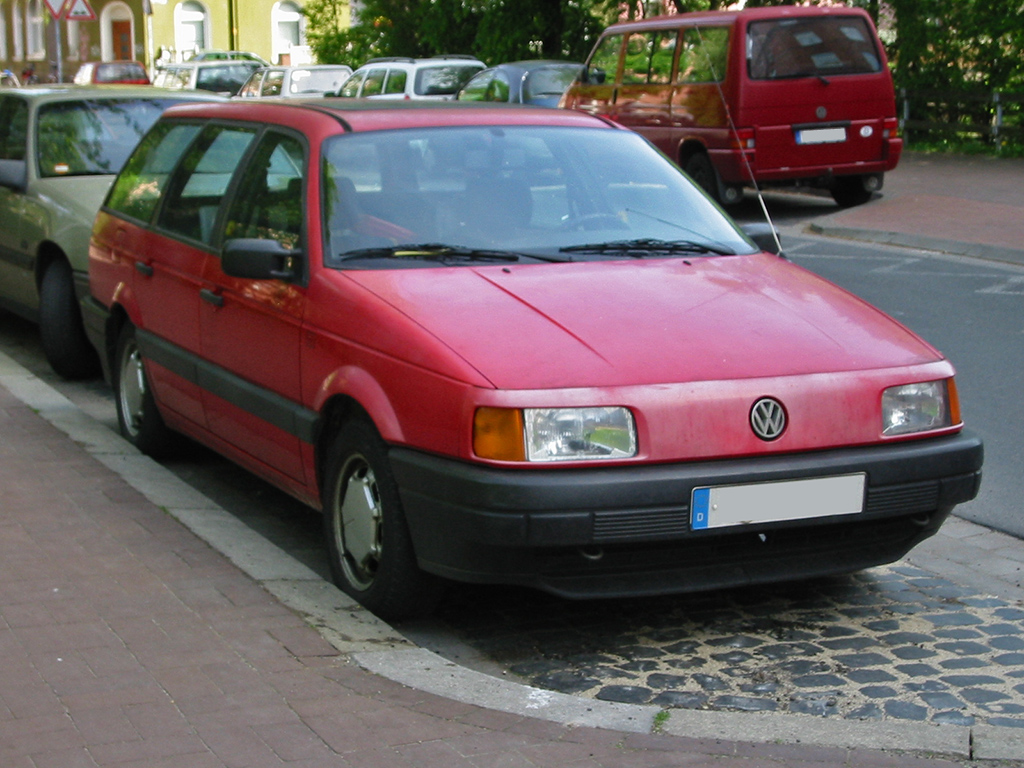
0,28 - Volkswagen Passat, 1988
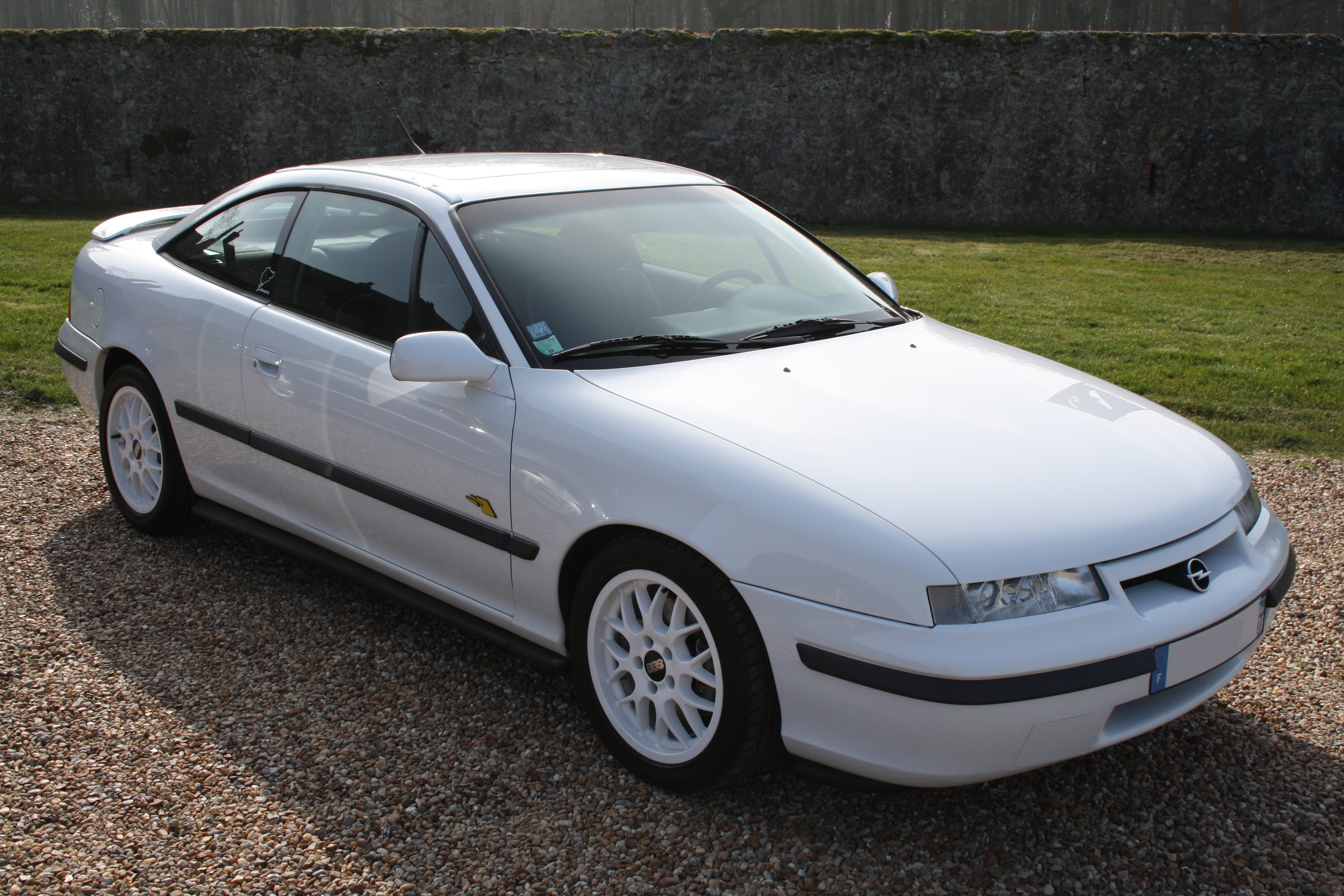
0,26 - Opel Calibra, 1989
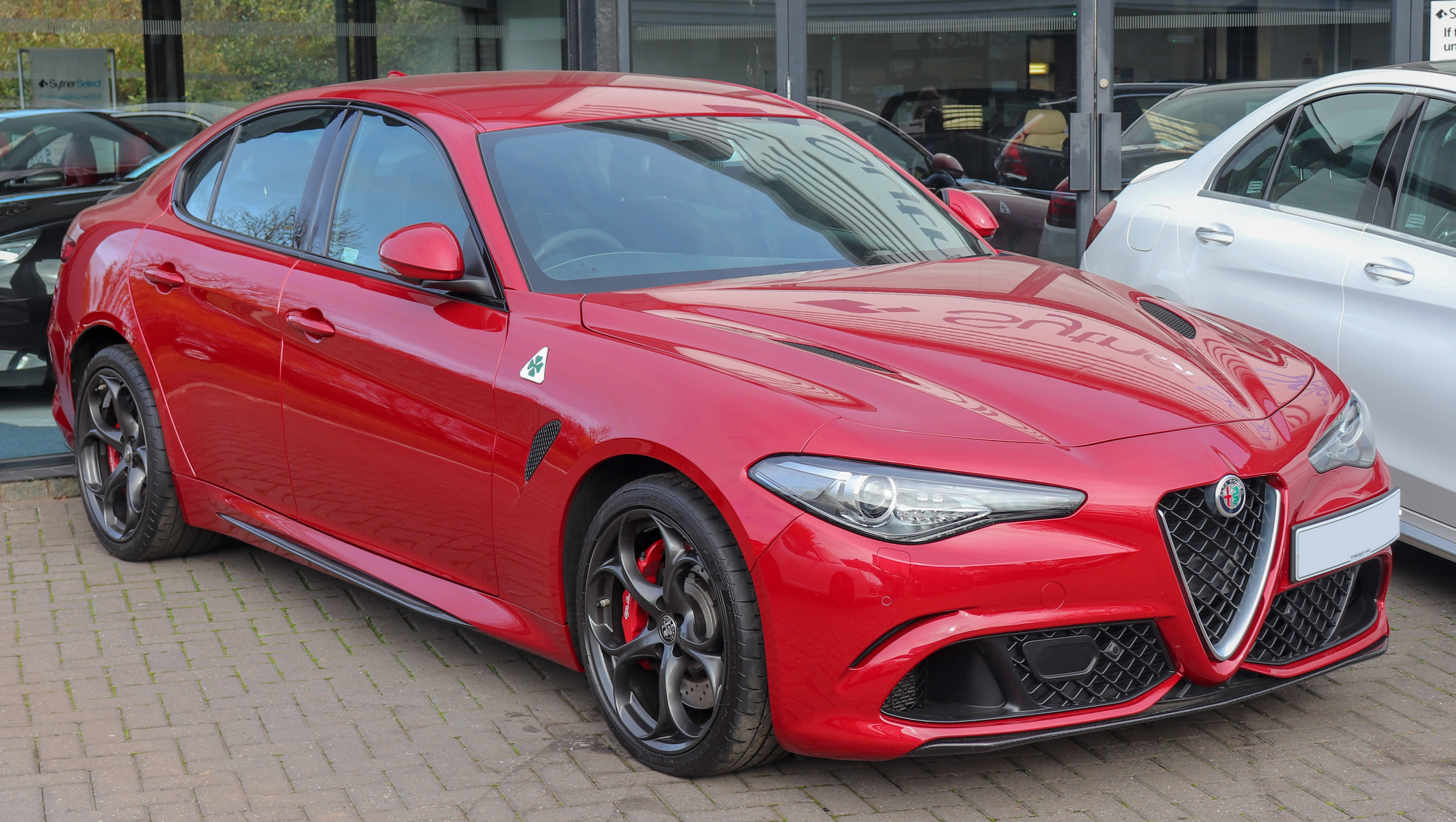
0,25 - Alfa Romeo Giulia, 2015
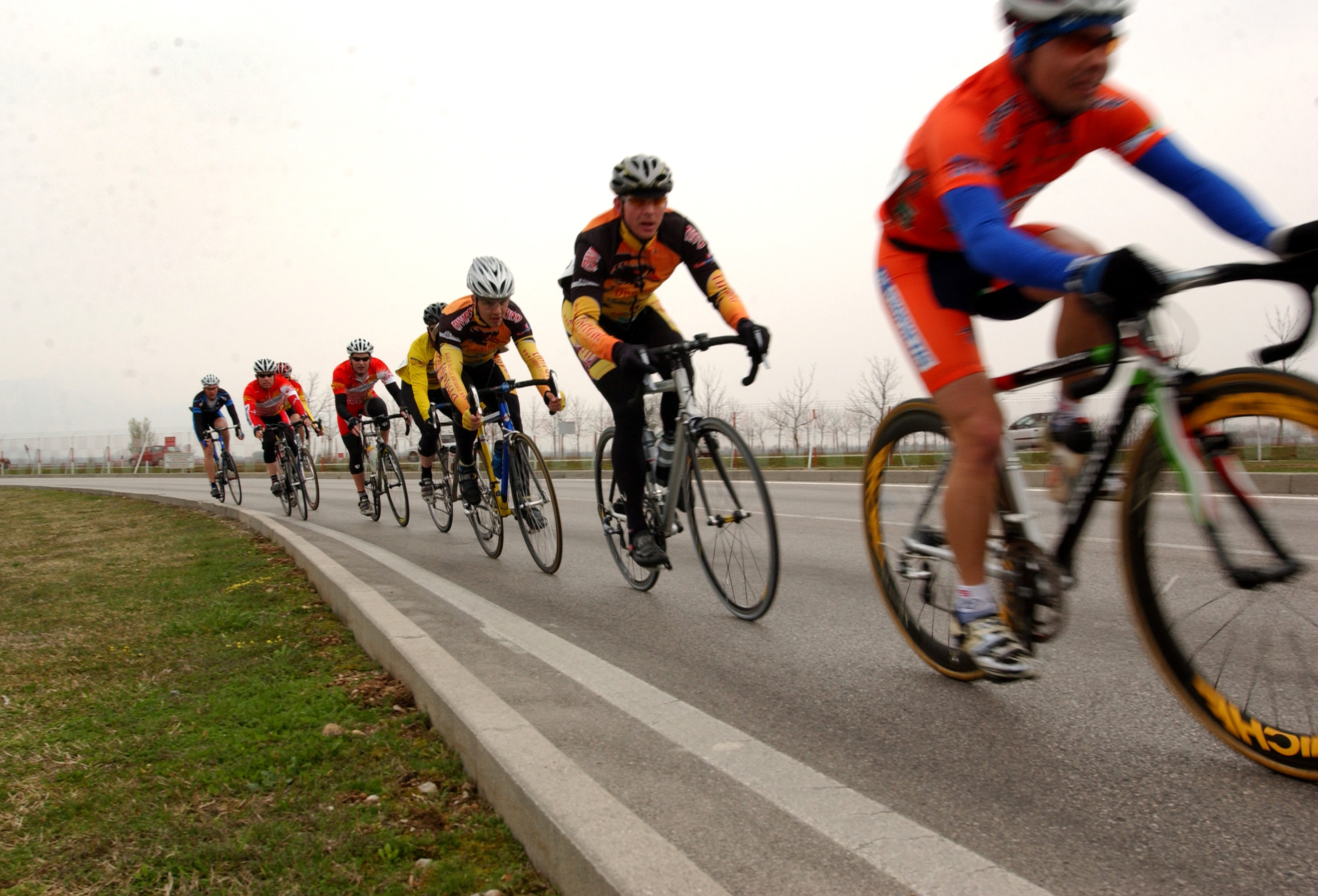
0,9 -een fietser
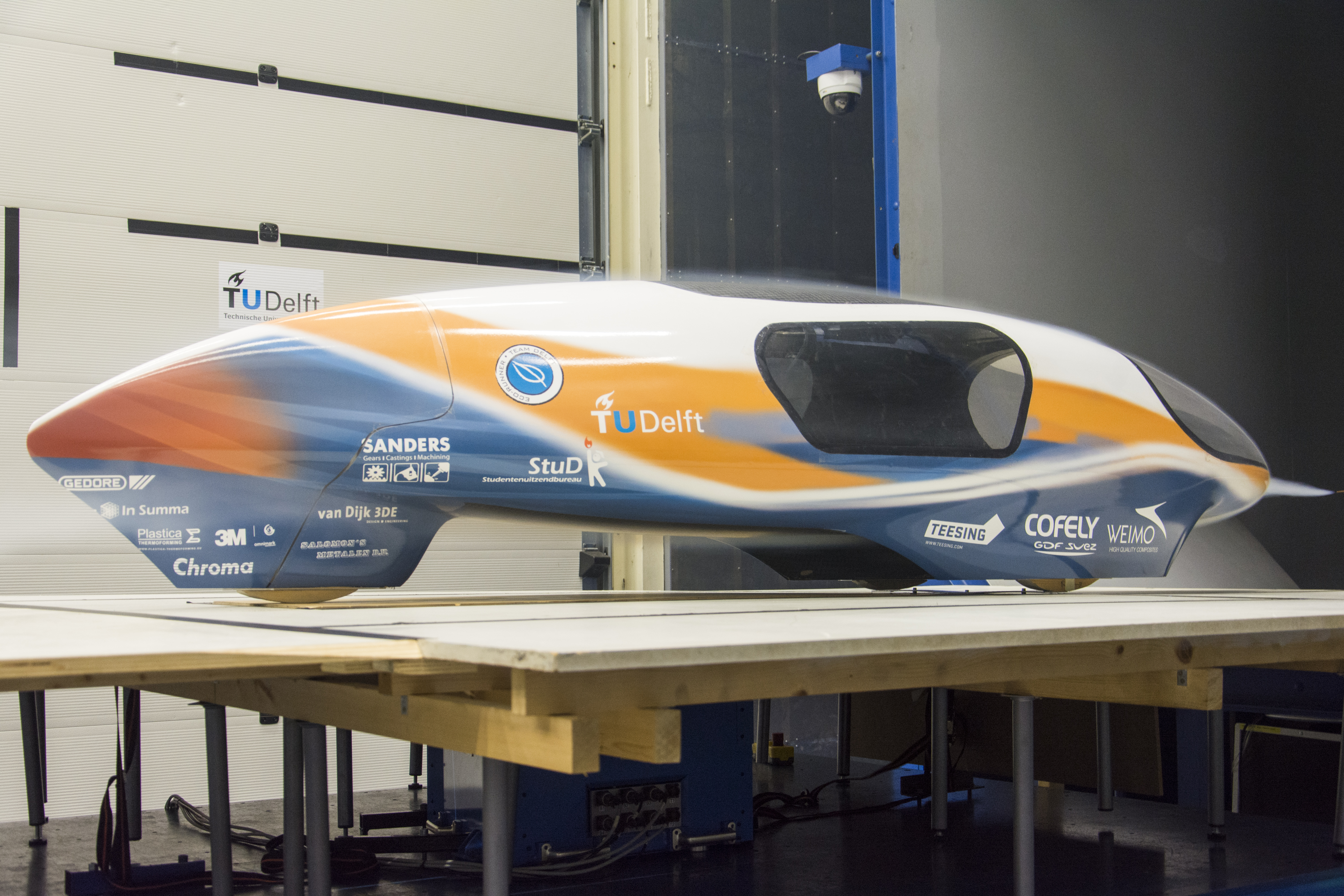
0,0512 - Ecorunner V, 2015
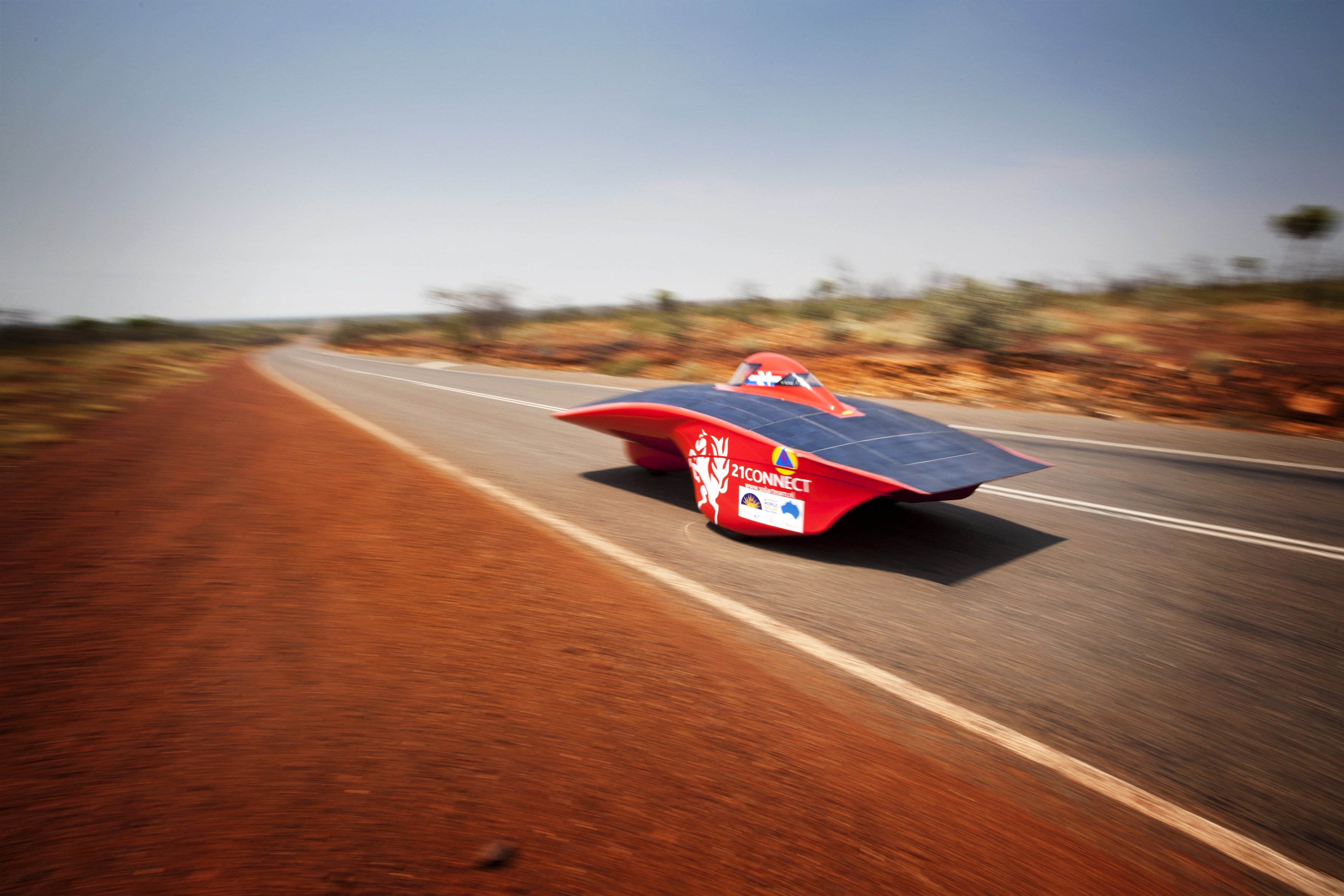
0,07 - zonneauto 21Connect, 2011